# Poa austrohercynica
Poa austrohercynica är en gräsart som beskrevs av Wein. Poa austrohercynica ingår i släktet gröen, och familjen gräs. Inga underarter finns listade i Catalogue of Life.